# بوب الكسندر (صحفي رياضي)
بوب الكسندر (بالإنجليزية: Bob Alexander)‏ هو صحفي رياضي أمريكي، ولد في 4 سبتمبر 1963.

## وصلات خارجية
- بوب الكسندر على موقع IMDb (الإنجليزية)